# Lucius Valerius Flaccus (praetor)
Lucius Valerius Flaccus (Kr. e. 1. század) római politikus, az előkelő Valeria gens tagja volt. Apja, a hasonló nevű Lucius Kr. e. 100-ban és Kr. e. 86-ban viselt consulságot.
Kr. e. 78-ban Publius Servilius Vatia Isauricus alatt hadakozott tribunus militumi rangban a kilikiai kalózok elleni hadjáratban, majd az évtized végén Marcus Pupius Piso hispaniai seregében volt quaestor. Kr. e. 63-ban, Marcus Tullius Cicero consuli évében volt praetor, és a Catilina-összeesküvés résztvevői által az allobroxok követeinek átadott dokumentumok Cicerónak juttatásával segítette a konspiráció felgöngyölítését. Hivatali évét követően Asia helytartója lett Kr. e. 61-ig. Hazatérését követően Kr. e. 59-ben Decimus Laelius tartományában elkövetett harácsolással vádolta meg, és bár minden bizonnyal vétkes volt, Cicero és Quintus Hortensius Hortalus egyaránt a védelmére kelt. Cicero – akinek pro Flacco néven ismert beszéde fenn is maradt – a bíróság megindítása érdekében kiskorú gyermekét, Luciust is elvitte a tárgyalásra. Flaccust végül felmentették. További sorsa nem ismeretes, fia Kr. e. 48-ban Pompeius párthíveként halt meg a Caesar elleni polgárháborúban.